# قلعه فرامرز
قلعه فرامرز مربوط به دوره قاجار است و در استان تهران شهرستان شهریار، بخش ملارد، واقع شده و این اثر در تاریخ ۲ بهمن ۱۳۸۲ با شمارهٔ ثبت ۱۰۷۹۷ به‌عنوان یکی از آثار ملی ایران به ثبت رسیده است.